# Golden Gala
Le Golden Gala est un meeting d'athlétisme qui se déroule annuellement au Stade olympique de Rome, en Italie. Il figure depuis 2010 au programme de la Ligue de diamant.

## Historique

### Première édition
C'est l'ancien président de l'IAAF, Primo Nebiolo, qui avait eu l'idée de ce meeting en 1980 pour faire se rencontrer les athlètes américains et les athlètes du pacte de Varsovie après le boycott américain lors des Jeux olympiques d'été de 1980 à Moscou. La première édition du Golden Gala attire ainsi 60 000 spectateurs, venus célébrer entre autres les titres olympiques de Pietro Mennea au 200 m et de Sara Simeoni au saut en hauteur.
En 1981 le meeting n'a pas lieu, en raison de la tenue de la 3e Coupe du monde des nations. C'est à cette occasion qu'est ajouté un neuvième couloir. À partir de 1982, l'événement devient annuel.

### Premiers records du monde
L'édition 1983 voit le premier record du monde, établi par le Français Thierry Vigneron au saut à la perche, qui réussit un saut à 5,83 m, soit 1 cm de mieux que les 5,82 m de son compatriote Pierre Quinon. L'année suivante, dans la même discipline, le duel entre Vigneron et Sergueï Bubka se solde par deux records du monde : aux 5,91 m du Français, le Soviétique, privé des Jeux de 1984 pour cause de boycott du Bloc de l'Est, répond quelques minutes plus tard par un saut à 5,94 m.
Les éditions 1985 et 1986 sont aussi les deux premières éditions de la finale du Grand Prix IAAF.
En 1987, le meeting se tient en juillet, un mois avant les championnats du monde qui doivent se dérouler au même endroit. Le Marocain Saïd Aouita se distingue en devenant le premier athlète à passer sous la barre des 13 minutes au 5 000 mètres. Il remportera le titre mondial le mois suivant. Par la suite, cette barrière sera franchie de nombreuses fois, de sorte que le stade olympique détient le record du plus grand nombre de performances sous les 13 minutes.

### Rénovation
Entre 1988 et 1990 la compétition se tient successivement à Vérone, Pescara et Bologne, pendant que le stade olympique est rénové en vue de la Coupe du monde de football de 1990. En juillet 1991, le Golden Gala retrouve son lieu habituel, avec une affluence de 41 000 spectateurs. Merlene Ottey y remporte le 100 mètres en 10 s 81 et Stefka Kostadinova, pour son retour, remporte le saut en hauteur là où elle avait établi un record à 2,09 m quatre ans plus tôt. Le Namibien Frank Fredericks entame une série de six victoires consécutives sur 200 mètres, notamment en 1992, où il interrompt la série de victoires de Michael Johnson.
En 1995, le Kényan Moses Kiptanui bat le record du monde du 5 000 mètres que détenait Haile Gebrselassie.

### Meeting de la Golden League
À partir de 1998, et jusqu'en 2009, le Golden Gala fait partie du circuit de la Golden League. Hicham El Guerrouj, qui avait déjà remporté le 1 500 mètres l'année précédente, pulvérise le record du monde de la discipline en 3 min 26 s 00, record toujours valable en 2018. En 1999, El Guerrouj bat celui du mile, dans une course où il est poussé dans ses derniers retranchements par Noah Ngeny (3 min 43 s 16 pour le Marocain contre 3 min 43 s 40 pour le Kényan).
L'édition 2000 est marquée par le record de la Norvégienne Trine Hattestad avec le nouveau modèle de javelot introduit en 1999.
En 2008, Yelena Isinbayeva établit l'un de ses nombreux records au saut à la perche, grâce à un saut à 5,03 m

### Ligue de diamant
Depuis 2010, le Golden Gala est chaque année l'un des 14 meetings de la Ligue de diamant.
Depuis 2013 le meeting est dédié à la mémoire de l'ancien champion Pietro Mennea, mort la même année.

## Records

### Records du monde battus
| Année | Athlète            | Épreuve           | Performance    |
| ----- | ------------------ | ----------------- | -------------- |
| 1983  | Thierry Vigneron   | Saut à la perche  | 5,83 m         |
| 1984  | Thierry Vigneron   | Saut à la perche  | 5,91 m         |
| 1984  | Sergueï Bubka      | Saut à la perche  | 5,94 m         |
| 1987  | Saïd Aouita        | 5 000 m           | 12 min 58 s 39 |
| 1995  | Moses Kiptanui     | 5 000 m           | 12 min 55 s 30 |
| 1998  | Hicham El Guerrouj | 1 500 m (WR)      | 3 min 26 s 00  |
| 1999  | Hicham El Guerrouj | Mile (WR)         | 3 min 43 s 13  |
| 2000  | Trine Hattestad    | Lancer du javelot | 68,22 m        |
| 2008  | Yelena Isinbayeva  | Saut à la perche  | 5,03 m         |

### Records du meeting

#### Hommes
| Épreuve           | Performance        | Athlète                                                                    | Nationalité      | Date              | Réf.   |
| ----------------- | ------------------ | -------------------------------------------------------------------------- | ---------------- | ----------------- | ------ |
| 100 m             | 9 s 75 (+0,9 m/s)  | Justin Gatlin                                                              | États-Unis       | 4 juin 2015       | [ 3 ]  |
| 200 m             | 19 s 70 (+0,7 m/s) | Michael Norman Jr.                                                         | États-Unis       | 6 juin 2019       | [ 4 ]  |
| 400 m             | 43 s 62            | Jeremy Wariner                                                             | États-Unis       | 14 juillet 2006   |        |
| 800 m             | 1 min 42 s 79      | Wilson Kipketer                                                            | Danemark         | 7 juillet 1999    |        |
| 1 500 m           | 3 min 26 s 00      | Hicham El Guerrouj                                                         | Maroc            | 14 juillet 1998   |        |
| Mile              | 3 min 43 s 13      | Hicham El Guerrouj                                                         | Maroc            | 7 juillet 1999    |        |
| 2 000 m           | 4 min 54 s 02      | Vénuste Niyongabo                                                          | Burundi          | 8 juin 1995       |        |
| 3 000 m           | 7 min 26 s 64      | Jacob Kiplimo                                                              | Ouganda          | 17 septembre 2020 |        |
| 5 000 m           | 12 min 46 s 33     | Nicholas Kipkorir                                                          | Kenya            | 9 juin 2022       | [ 5 ]  |
| 110 m haies       | 13 s 01 (+0,8 m/s) | Allen Johnson                                                              | États-Unis       | 7 juillet 1999    |        |
| 110 m haies       | 13 s 01 (-0,1 m/s) | Omar McLeod                                                                | Jamaïque         | 10 juin 2021      |        |
| 400 m haies       | 47 s 07            | Karsten Warholm                                                            | Norvège          | 17 septembre 2021 |        |
| 3 000 m steeple   | 7 min 54 s 31      | Paul Kipsiele Koech                                                        | Kenya            | 31 mai 2012       | [ 6 ]  |
| Saut en hauteur   | 2,41 m             | Mutaz Essa Barshim                                                         | Qatar            | 5 juin 2014       | [ 7 ]  |
| Saut à la perche  | 6,15 m             | Armand Duplantis                                                           | Suède            | 17 septembre 2020 |        |
| Saut en longueur  | 8,61 m (0,0 m/s)   | Dwight Phillips                                                            | États-Unis       | 10 juillet 2009   | [ 8 ]  |
| Triple saut       | 17,96 m(- 0,4 m/s) | Pedro Pablo Pichardo                                                       | Cuba             | 4 juin 2015       | [ 3 ]  |
| Lancer du poids   | 22,49 m            | Ryan Crouser                                                               | États-Unis       | 30 août 2024      | [ 9 ]  |
| Lancer du disque  | 70,72 m            | Kristjan Čeh                                                               | Slovénie         | 9 juin 2022       | [ 10 ] |
| Lancer du marteau | 84,88 m            | Sergey Litvinov                                                            | Union soviétique | 10 septembre 1986 |        |
| Lancer du javelot | 90,34 m            | Andreas Thorkildsen                                                        | Norvège          | 14 juillet 2006   |        |
| 3 000 m marche    | 10 min 57 s 77     | Francesco Fortunato                                                        | Italie           | 9 juin 2022       | [ 11 ] |
| Relais 4 × 100 m  | 38 s 31            | Santa Monica Track Club Michael Marsh Leroy Burrell Floyd Heard Carl Lewis | États-Unis       | 8 juin 1994       |        |
| Relais 4 × 400 m  | 3 min 1 s 76       | Nigel Levine Conrad Williams Christopher Clark Jack Green                  | Royaume-Uni      | 31 mai 2012       | [ 12 ] |

#### Femmes
| Épreuve           | Performance        | Athlète                                                              | Nationalité        | Date              | Réf.   |
| ----------------- | ------------------ | -------------------------------------------------------------------- | ------------------ | ----------------- | ------ |
| 100 m             | 10 s 75 (+0,6 m/s) | Marion Jones                                                         | États-Unis         | 14 juillet 1998   |        |
| 100 m             | 10 s 75 (+0,4 m/s) | Kerron Stewart                                                       | Jamaïque           | 10 juillet 2009   | [ 13 ] |
| 200 m             | 21 s 91 (+1,3 m/s) | Shericka Jackson                                                     | Jamaïque           | 9 juin 2022       | [ 14 ] |
| 400 m             | 49 s 17            | Marita Koch                                                          | Allemagne de l'Est | 10 septembre 1986 |        |
| 800 m             | 1 min 55 s 69      | Pamela Jelimo                                                        | Kenya              | 11 juillet 2008   |        |
| 1 500 m           | 3 min 49 s 11      | Faith Kipyegon                                                       | Kenya              | 2 juin 2023       | [ 15 ] |
| Mile              | 4 min 21 s 38      | Paula Ivan                                                           | Roumanie           | 19 juillet 1989   |        |
| 3 000 m           | 8 min 23 s 96      | Olga Yegorova                                                        | Russie             | 29 juin 2001      |        |
| 5 000 m           | 14 min 03 s 69     | Beatrice Chebet                                                      | Kenya              | 6 juin 2025       | [ 16 ] |
| 100 m haies       | 12 s 24 (-0,4 m/s) | Ackera Nugent                                                        | Jamaïque           | 30 août 2024      | [ 9 ]  |
| 400 m haies       | 52 s 43            | Femke Bol                                                            | Pays-Bas           | 2 juin 2023       |        |
| 3 000 m steeple   | 8 min 44 s 39      | Winfred Yavi                                                         | Bahreïn            | 30 août 2024      | [ 9 ]  |
| Saut en hauteur   | 2,03 m             | Yelena Slesarenko                                                    | Russie             | 2 juillet 2004    | [ 17 ] |
| Saut en hauteur   | 2,03 m             | Hestrie Cloete                                                       | Afrique du Sud     | 2 juillet 2004    | [ 17 ] |
| Saut en hauteur   | 2,03 m             | Blanka Vlašić                                                        | Croatie            | 10 juin 2010      | [ 18 ] |
| Saut en hauteur   | 2,03 m             | Chaunté Howard-Lowe                                                  | États-Unis         | 10 juin 2010      | [ 18 ] |
| Saut à la perche  | 5,03 m             | Yelena Isinbayeva                                                    | Russie             | 11 juillet 2008   |        |
| Saut en longueur  | 7,23 m (−0,3 m/s)  | Marion Jones                                                         | États-Unis         | 14 juillet 1998   |        |
| Triple saut       | 15,29 m (+0,3 m/s) | Yamilé Aldama                                                        | Cuba               | 11 juillet 2003   |        |
| Lancer du poids   | 21,03 m            | Valerie Adams                                                        | Nouvelle-Zélande   | 31 mai 2012       | [ 19 ] |
| Lancer du disque  | 69,21 m            | Valarie Allman                                                       | États-Unis         | 6 juin 2025       |        |
| Lancer du javelot | 68,66 m            | Barbora Špotáková                                                    | Tchéquie           | 10 juin 2010      | [ 20 ] |
| Relais 4 × 100 m  | 43 s 64            | Nataliya Strohova Elyzaveta Bryzhina Olesya Povh Nataliya Pohrebnyak | Ukraine            | 2 juin 2016       | [ 21 ] |